# Дробицкий Яр
Дробицкий Яр

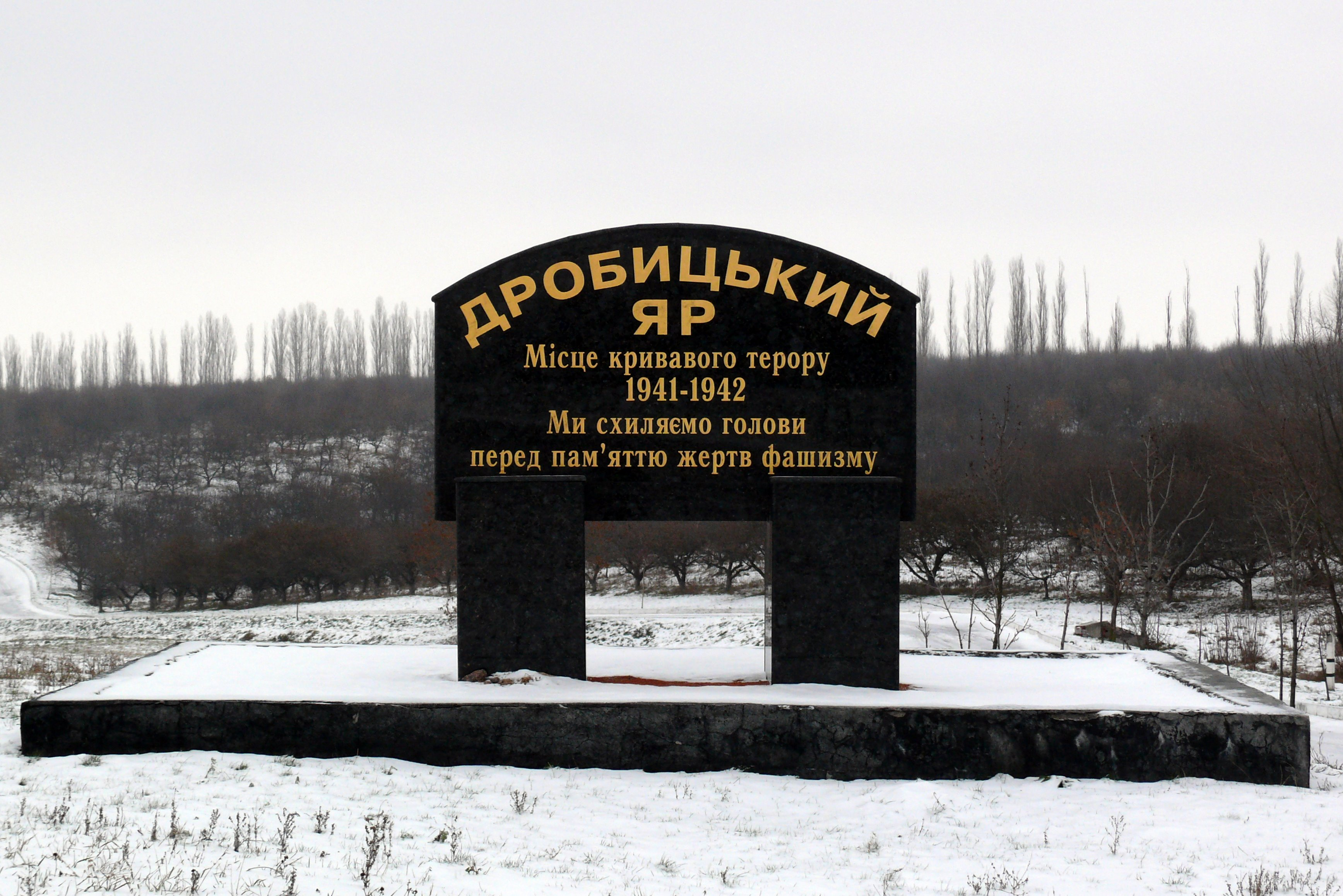
Знак при въезде в мемориал

(укр. Дробицький Яр) — урочище в восточной части Харькова, начинается в месте пересечения Московского проспекта с окружной автодорогой. Дробицкий Яр получил известность как место массовых расстрелов гражданского населения, осуществлявшихся нацистскими оккупационными войсками в 1941—1942 годах.

## История
В XVIII веке в верховьях яра, на противоположном от Чугуевского тракта склоне располагался несуществующий сейчас хутор Дробицкий Харьковского уезда; на карте 1788 года.

### Великая Отечественная война
Вермахт оккупировал Харьков 24 октября 1941 года. Уже 5 декабря началась перепись населения города, причём евреев вносили в особые списки. 14 декабря 1941 года по приказу военного коменданта города генерала Путкамера всех евреев в двухдневный срок обязали переселиться в район ХТЗ. В рабочих бараках, оставшихся после строительства завода, было организовано еврейское гетто. Каждый день из гетто выводили группы по 250—300 человек, которые направлялись на расстрел в Дробицкий Яр. Уже в начале 1942 года харьковское гетто прекратило своё существование. Также в яру расстреливали пленных красноармейцев и психически больных людей. Всего же, по данным Государственного архива Харьковской области, было расстреляно около 16 — 20 тысяч человек.

## Мемориал

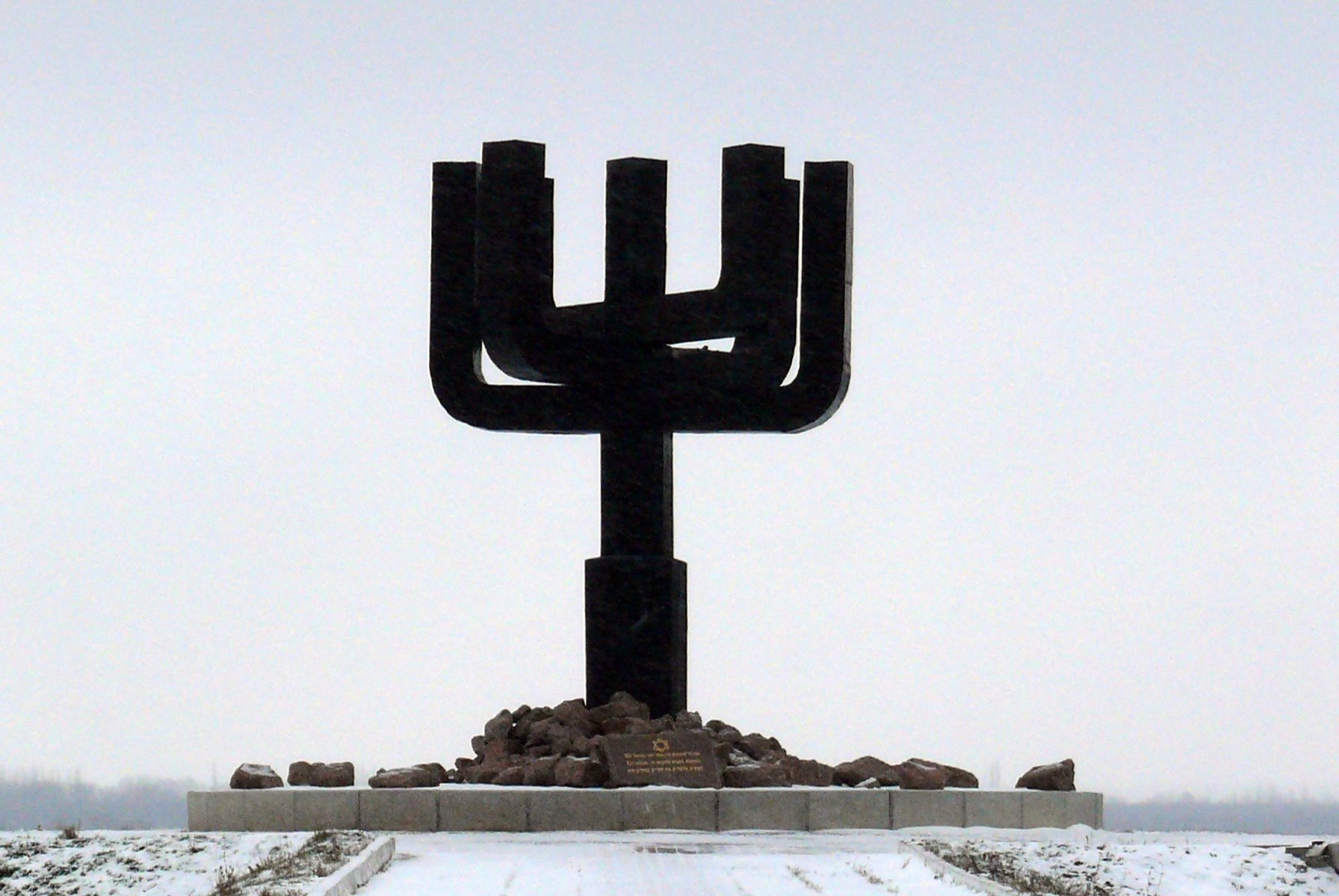
Знак — менора

В 1991 году оргкомитет «Дробицкий Яр» предложил построить на 9 гектарах Мемориал жертв фашистского геноцида. По решению Харьковского горсовета № 444 от 23 октября 1992 года, было начато строительство мемориала. В 1994 году произошло освящение строительства. Его провели главный раввин Харькова и православный священник. Возвели фундамент под 20-метровый памятник, но из-за недостатка денежных средств строительство было фактически прекращено с 1995 года. В 2000 году строительство возобновилось. 13 декабря 2002 года была открыта первая очередь мемориала. В первую очередь вошёл знак — менора, автодорога к мемориальному комплексу, аллея и памятник-монумент. 22 августа 2005 года на мемориале жертвам нацизма открылся траурный зал с Чашей скорби, «в котором на планшетах белого мрамора увековечены тысячи имён трагедии, освящены и озвучены все процессы проведения траурных мероприятий, зажигаются свечи и работает чаша скорби, которая свидетельствует бездну глубины трагедии, звучат траурные мелодии». Приказом Министерства культуры Украины от 06.12.2016 № 1162 Мемориальный ансамбль «Дробицкий яр» занесен в Государственный реестр недвижимых памятников Украины как памятник истории и монументального искусства местного значения.
26 марта 2022 года в ходе российского вторжения на Украину россияне обстреляли мемориал жертв Холокоста и повредили его.
В апреле 2025 года трое молодых людей осквернили мемориал. Трое мужчин были сфотографированы, исполняя нацистские приветствия и топча памятную табличку. Фотографии инцидента были опубликованы в популярном харьковском Telegram-канале, вызвав широкое возмущение.

## Дробицкий Яр в искусстве
Тема Дробицкого Яра нашла отражение в творчестве таких поэтов, как Евгений Александрович Евтушенко и Зиновий Михайлович Вальшонок.